# Isola Nizkij (Isola Najdënyš)
L'isola Nizkij (in russo Остров Низкий, ostrov Nizkij, in italiano "isola bassa") è un'isola russa che fa parte dell'arcipelago di Severnaja Zemlja ed è bagnata dal mare di Laptev.
Amministrativamente fa parte del distretto di Tajmyr del Territorio di Krasnojarsk, nel Circondario federale della Siberia.

## Geografia
L'isola è situata 4,2 km a est della costa centro-orientale dell'isola della Rivoluzione d'Ottobre ed è separata da essa dallo stretto Uzkij (пролив Узкий, proliv Uzkij). 900 m a sud si trova invece capo Jakor' (мыс Якорь, mys Jakor') sull'isola Najdënyš.
L'isola è di forma circolare irregolare, con un diametro di circa 1,5 km; l'altezza massima è di 8 m. Le coste sono piatte. Nei pressi di esse si trovano dei piccoli laghi, due a nord e uno a sud.

## Isole adiacenti
- Isola Najdënyš (остров Найдёныш, ostrov Najdënyš), a sud.
- Isole Matrosskie (острова Матросские, ostrova Matrosskie), a sud.